# نهضة الديناصورات

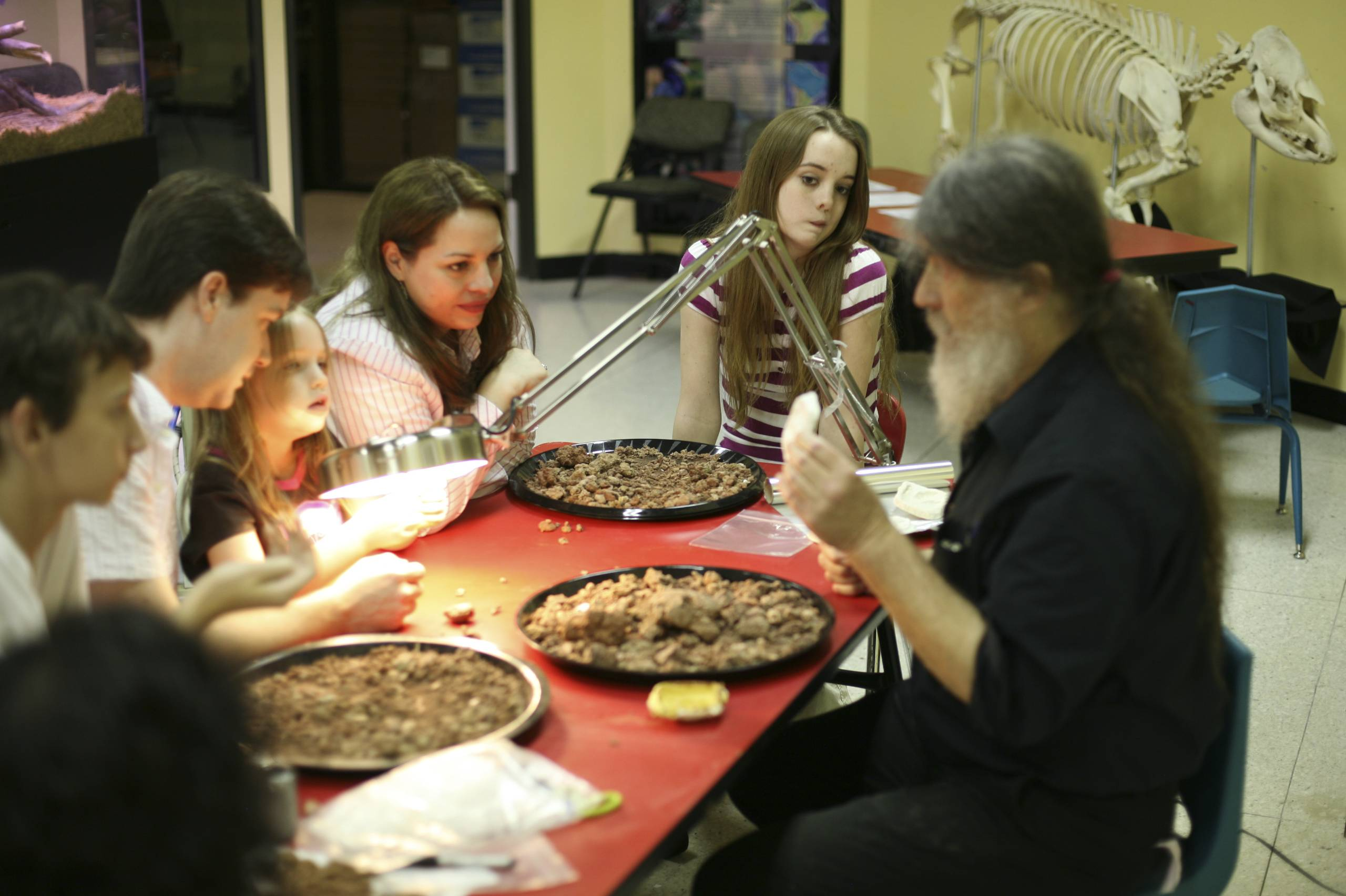
روبرت باكر (على اليمين) يقوم بالتعليم في متحف هيوستن للعلوم الطبيعية.

نهضة الديناصورات (بالإنجليزية: Dinosaur renaissance)‏ كانت ثورة علمية على نطاق ضيق بدأت في أواخر ستينيات القرن العشرين، وقادت إلى تجديد الاهتمام الأكاديمي والشعبي بالديناصورات. أوقد الثورة الاكتشافات الجديدة والأبحاث التي أشارت إلى أن الديناصورات قد تكون حيوانات نشطة وحارة الدم، بدل كونها باردة الدم وبطيئة كما كان الوصف والرأي السائد خلال النصف الأول من القرن العشرين.

## هوامش
1. ↑  دخل هذا المصطلح الاستخدام العام بعد نشر مقالة بنفس العنوان للإحاثي روبرت تي. باكر في مجلة ساينتفك أمريكان في أبريل عام 1975. يُمكن إيجاد أمثلة هنا و هنا.نسخة محفوظة 05 سبتمبر 2012 على موقع واي باك مشين.